# Католичка црква у Босни и Херцеговини
Католичка црква у Босни и Херцеговини је органски дио Католичке цркве под духовним вођством папе римског.
Према попису становништва из 2013, у Босни и Херцеговини живи 544.114 католика, што чини 15,41% становништва.

## Историја

### Касна антика
Хришћанство је на простор данашње Босне и Херцеговине стигло током 1. вијека н. е. Апостол Павле је у својој Посланици Римљанима написао да је донио Јеванђеље у Илирију. Јероним Стридонски, рођен у Стридону (данашња Шуица), писао је и да је апостол Павле проповједао у Илирији. Вјерује се да је хришћанство стигло са Павловим ученицима или са апостолом Павлом лично.
Послије Миланског едикта, хришћанство се брзо ширило. Око двије митрополије, сирмијумске и салонске, населили су се хришћани и епископи са простора данашње БиХ. Неколико ранохришћанских епархија се развило у 4, 5. и 6. вијеку. Епископ Бистуе (лат. episcopus Bestoensis) Андрија, помиње се на саборима у Салони 530. и 533. године. Епископ Андрија је вјероватно имао сједиште у римском муниципијуму Бистуа Нова, недалеко од данашње Зенице. Салонски синод је одлучио да се успостави нова епархија Бистуа Ветус, издвајајући је од епархије Бистуа Нова. Неколико епархија је такође основано на југу у Мартари (данашњи Коњиц), Серсентеруму, Делминијуму, Балоји и Лаусинијуму.
Падом Западног римског царства 476. и пустошењем и досељавањем аварских и словенских племена, ова црквена организација је потпуно уништена.

### Средњи вијек
Послије доласка Хрвата на јадранску обалу почетком 7. вијека, франачки и византијски владари су почели да их покрштавају, чак и у унутрашњости до ријеке Дрине. На покрштавање је утицала и близина старих римских градова у Далмацији и ширила се од далматинског приморја према унутрашњости Кнежевине Далмације и Либурније. Овим подручјем управљали су сплитски надбискупи, насљедници салонских надбискупа, који су покушали да обнове древну Делминијску епархију. Сјеверна Босна је била дио Моравске архиепископије коју је 869. основао Методије Солунски.
Требињска епархија је прва епархија на овим просторима основана у средњем вијеку. Први пут се помиње у другој половини 10. вијека за вријеме понтификата папе римског Гргура V.
Босанска епархија је успостављена у 11. вијеку. На основу Provinciale Vetus, збирке историјских докумената објављених 1188, први пут се помиње као подријеђена Сплитској надбискупији, а други пут као дио Дубровачке надбискупије. Епархија је вјероватно настала између 1060. и 1075. године.
У то вријеме у средњовјековној Босни постојала је Црква босанска, оптужена за јерес. Први мисионари који су били искључиво право мисионарски рад и инквизицију у средњовјеконој Босни били су доминиканци. Сваки свештеник који је користио матерњи језик у литургији могао би бити оптужен за јерес. Нпр. због тога је 1233. папа римски Гргур IX свгрнуо бискупа Владимира и поставио његовог насљедника Јохана Тевтонског, који је такође био доминикански фратар. Након премјештања босанског бискупа у Ђаково 1247, утицај доминиканаца у Босни почео је да опада.
Фрањевци су били присутни и у средњовјековној Босни од почетка 13. вијека. Папа римски Никола IV, који је такође био фрањевац, дао им је 1291. јурисдикцију над инквизицију у Босни заједно са доминиканцима. Ова права им је потврдио папа римски Бонифације VIII. Од тада су се доминиканци и фрањевци надметали око искључивог права на мисионарску дјелатност и спровођење инквизиције у Босни. На крају, папа римски Јован XXII је 1327. фрањевцима додијелио искључива права на то. Од тада утицај доминиканаца је знатно опао, а османским освајањем у 15. вијеку потпуно је нестао. Ниједан од ових религиозних редова није се трудио да образује мјесно свештенство, већ се борио око утицаја у земљи.
Чак и касније, фрањевци су проводили мало времена у образовању мјесног свештенства. Умјесто тога, босански викар фра Бартул од Аувергнеа покушао је привући стране фрањевце да обављају мисионарски рад. Фрањевци су стекли низ привилегија, укључујући избор провинцијала, апостолских визитатора, викара и бискупа.

### Османска ера
Територија данашње Босне и Херцеговине пала је под османску власт током 15. и 16. вијека. Хришћански поданици Османског царства имали су статус „народа зиме” (дословно „заштићена особа”), што им је гарантовало право на посјед и послове у пољопривреди, занатству и трговини, уколико су остали лојални османској власти. Хришћанима није било дозвољено да се противе исламу, да граде цркве или оснивају нове црквене институције. Јавну и државну службу обављали су само муслимани.
Православна црква је имала повољнији положај у Османском царству од других хришћанских конфесија. Пошто је папа римски био политички противник Османског царства, католици су били у неповољније положају у односу на православце. За разлику од православних митрополита и епископа, католички епископи нису били признати као црквени великодостојници. Османска власт је признавала само неке католичке заједнице, посебно у већим градовима са снажним католичким трговачким становништвом. Власти су издавале ахднаме, лична документа којим се гарантује слобода кретања (свештеницима), религијски ритуала, имовина и ослобађање од пореза за оне који примају прилоге. Султан Мехмед Освајач је издао два таква документа босанским фрањевцима — први након освајања Сребренице 1462, а други током војног похода у Краљевини Босни 1463. године. Посљедњи, пуштен у османском војном логору у Милодражу (на путу који повезује Високо и Фојницу), био је познат као Милодрашка ахднама или Фојничка ахднама. Услови гаранције се често нису спроводили; православно свештенство је покушало да пренесе дио своје пореске обавезе на католике, што је довело до спорова између православног свештенства и фрањеваца на османским судовима.
Број католика у Босни под османском влашћу је непознат. На основу путописне литературе, вјерује се да је у првој половини 16. вијека католичко становништво још увијек чинило већину. Срби који су долазили са истока такође су идентификовани као католици, а османски војници су првенствено чинили исламско становништво. Према апостолском визитатору Петеру Масаречију, католици су 1624. чинили око четвртину становништва, а муслимани већину. Током 17. вијека католици су пали на треће мјесто по бројности у Босни и Херцеговини, гдје су и данас.

### Обнова црквене јерархије
Покушаји Римске курије да успостави редовну црквену јерархију на простору данашње БиХ постојали су још од 13. вијека. Међутим, због политичких прилика, као и због противљења фрањеваца, ови покушаји су пропали.
Фрањевци су се противили настојањима мјесних бискупа да уведу немонашко свештенство у босанске жупе, па су чак тражили помоћ од Османлија, да их потисну из земље.
Рим је 1612. и поново 1618. послао Бартола Кашића, језуиту из Дубровника, да извјести о ситуацији у земљама под османском влашћу у југоисточној Европи. Кашић је писао папи римском још 1614, наводећи да „ако Ваша Светост не подузме нека дјелотворна средства да босанска браћа не спријече особе које шаље Ваша Светост, нико неће моћи да се увјери да их неће дати Турцима уз уобичајене и необичне клевете. Они знају колико могу да ураде у срцима Турака, да искористе новац од сиромашних свештеника.”
Поглавар Конгрегације за јеванђелизацију народа Урбанус Цери писао је папи римском Иноћентију XI 1676. да су фрањевци у Босни „најбогатији у цијелом Реду, али и најразузданији, и да се супротстављају световном свештенству у страху за плаћање издржавања свештеника из жупа са којима одржавају своје манастире, и то без обзира  на све наредбе из Рима, не би било могуће спровести световно свештенство у Босни јер би фрањевци изазвали противљење Турака против световног клира.”
У 19. вијеку фрањевци су се супротстављали настојању мјесних бискупа Рафаела Баришића и Маријана Шуњића, који су били фрањевци, да отворе богословију за образовање световног свештенства. Такозвана Баришићева афера трајала је 14 година, од 1832. до 1846, и привукла је пажњу Рима, Истанбула и Беча.
Након што је Босански вилајет дошао под аустроугарску власт 1878, папа римски Лав XIII је обновио црквену јерархију вилајета. У були Ex hac augusta од 5. јула 1881, папа Лав је успоставио црквену провинцију сачињену од четири бискупије у Босни и Херцеговини и укинуо претходне апостолске викаријате. Сарајево, некадашња Врхбосна, постало је надбискупско и метрополитско сједиште. Њене суфраганске бискупије постале су нове бискупије бањалучка и мостарска и постојећа Требињско-мрканска бискупија. Будући да је некадашња Дувањска бискупија у саставу Мостарске бискупије, мостарски бискуп је у спомен на њу добио титулу бискупа мостарско-дувањског. У писму из марта 1881. бечком нунцију Серафину Ванутелију, бискуп босански или ђавовачки и сремски Јосип Јурај Штросмајер пише да је потребно оснивање нових бискупија; међутим, противио се метрополитском сједишту у Босни, јер оно неће бити повезано са Католичком црквом у Хрватској.

### Аустроугарска власт
У преговорима између Свете столице и Аустроугарске, посљедњу ријеч у именовању бискупа имао је цар Аустрије. Бискупско свештенство и фрањевци (некада једини клир у Босни током османске власти) остали су на положајима. Јосип Штадлер, професор богословља на Свеучилишту у Загребу, именован је за врхбосанског надбискупа, а мостарска и бањалучка бискупија повјерене су фрањевцима Пашкалу Буцоњићу и Маријану Марковићу. Да би заштитио бискупско свештенство, Штадлер је затражио од Свете столице да уклони фрањевце из свих жупа. Света столица је донијела одлуку 1883. по којој су фрањевци морали да пренесу дио своју жупа на надбискупа; до краја вијека, око једне трећине некадашњих фрањевачких жупа држали су мјесни бискупи. Надбискуп је тражио још неколико жупа, што је довело до додатних тензија.
Под аустроугарском влашћу број католика се повећао за око 230.000, углавном због имиграције из других крајева монархије. Укупан број имиграната био је око 135.000, од којих су 95.000 били католици. Једна трећина имиграната католика били су Хрвати, а 60.000 Чеси, Словаци, Пољаци, Мађари, Нијемци и Словенци.
- Православци
- Муслимани
- Католици

### Међуратни период
Краљевство Срба, Хрвата и Словенаца је основано 1. децембра 1918. спајањем Државе Словенаца, Хрвата и Срба (која је настала на територијама бивше Аустроугарске, обухватајући Босну и Херцеговину и већи дио Хрватске и Словеније) и Баната, Бачке и Барање (који су били дио Угарске у саставу Аустроугарске) са Краљевином Србијом.
Иако је католичко јавно мњење у БиХ било подијељено око уједињења са Србијом, католички бискупи (укључујући и Штадлера) подстицали су свештенике и мирјане на лојалност новој власти. По њиховом мишљењу, у новој држави Хрвати би имали национална права и Црква би била слободна. Како су ствари на терену биле другачије, односи између цркве и државе су захладњели, а свештенство је пружило отпор власти.
Очекивало се да ће Иван Шарић бити именован за Штадлеровог насљедника након његове смрти, али су му се југословенска влада и босански фрањевци успротивили због сличности са Штадлером. Шарић је 2. маја 1922. именован за врхбосанског надбискупа.

### Под комунизмом
Идеолошки сукоб између хришћанства и марксистичке филозофије у Босни и Херцеговини током Другог свјетског рата и комунистичке власти прерастао је у конфронтацију комунистичког покрета и Католичке цркве. За вријеме комунизма, током и након рата убијено је 136 свештеника, 39 богослова и четири монаха; пет свештеника умрло је у комунистичким затворима. Највише су страдале фрањевачке провинције Херцеговина и Босна Сребрена, у којима је убијен 121 фратар. Приликом партизанског заузимања Мостара и Широког Бријега у фебруару 1945, убијено је 30 фратара из самостана у Широком Бријегу (укључујући 12 професора и директора фрањевачке гимназије).
Прогон свештеника, лаика и цркве спроводио се организовано послије рата, објављивањем књига која повезују Католичку цркву са усташким режимом и западним силама, како би се оправдао прогон. Комунисти су занемарили сарадњу 75 католичких свештеника са Народноослободилачким покретом.
Суочени са непријатељством комунистичких власти послије Другог рата, бискупи су се састали у Загребу и 20. септембра 1945. издали пасторално писмо католичких бискупа Југославије протестујући због неправде, злочина, суђења и погубљења. 
Допуштамо, да је било и таквих свештеника, који су се — заведени националном страначком
страшћу — огријешили о свети закон хришћанске правде и љубави и који су ради тога заслужили, да одговарају пред судом земаљске правде. Морамо међутим истаћи, да је број таквих свештеника више него незнатан, и да се тешке оптужбе, што су се у штампи и на скупштинама износиле против великог дијела католичког свештенства у Југославији, имају уврстити у ред тенденциозних покушаја, да се свјесним лажима завара јавност и одузме углед Католичкој Цркви.
Земљотрес који је у октобру 1969. погодио Бању Луку и њену околину, знатно је оштетио бањалучку катедралу, која је морала бити срушена. На њеном мјесту је 1972. и 1973. подигнута данашња, савремена катедрала у облику шатора.

### Рат у Босни и Херцеговини
У августу 1991, када је почео рат у Хрватској, а назирао се и рат у Босни и Херцеговини, надбискуп Пуљић и бискупи Комарица и Жанић апеловали су на власти, вјерске заједнице и међународну заједницу да спријече рат. Међутим, бискупи су имали различита виђења унутрашњег уређења Босне и Херцеговине. Жанић је сматрао да сваки народ треба да има посебну административну јединицу унутар државе, али су Пуљић и фрањевци Босне Сребрене инсистирали на јединственој држави без подјела. Бискупи су 1994. тражили да се у цијелој држави осигурају права свим народима. Противили су се подјели Босне и Херцеговине на државе, јер би католички вјерски, сакрални и културни објекти остали углавном изван простора који су контролисали Хрвати. Страховали су и од уништења утврђених бискупијских граница, што би имало политичке посљедице.
Према неким изворима, процјењује се да је потпуно уништено 188, тешко оштећено 162 и лако оштећено 230 католичких објеката. Од ових бројки, 86% потпуно уништених приписано је српским снагама, а 14% муслиманским, од тешко оштећених 69% је приписано српским снагама, а 31% муслиманским, док је од лако оштећених 60% приписано српским снагама, а 40% муслиманским снагама.

### Савремено доба
Посјета папе Јована Павла II Босни и Херцеговини, тачније Бањој Луци, 23. јуна 2003. ради беатификације Ивана Мерца помогла је да се католицима широм свијета скрене пажња на потребу реконструкцију цркве у земљи; уништавање цркава и капела била је једна од највидљивијих рана рата. Само је Бањалучкој бискупији је срушено 39 цркава, а 22 су тешко оштећене. Девет капела је уништено, а четрнаест оштећено; два самостана су уништена, а један тешко оштећен, као и 33 гробља.
У Широком Бријегу су 2009. откриве и сахрањени посмртни остаци фратра Максимилијана Јурчића, којег су стријељали партизани 28. јануара 1945. године.

## Јерархија
Католичка црква у Босни и Херцеговини има једну метрополију — Сарајевску. Постоји једна надбискупија и три бискупије, која се дијели архиђаконате, деканате и жупе.
| Метрополија                  | Бискупија                                                | Приближна територија         | Катедрала                                    | Настанак         |
| ---------------------------- | -------------------------------------------------------- | ---------------------------- | -------------------------------------------- | ---------------- |
| Сарајевска                   |                                                          |                              |                                              |                  |
| Врхбосанска надбискупија     | средња Босна, Семберија, Посавина, средње и доње Подриње | Катедрала Срца Исусова       | 5. јул 1881.                                 |                  |
| Бањалучка бискупија          | Босанска Крајина, Западне стране, Доњи краји, Поуње      | Катедрала Светог Бонавентуре | 5. јул 1881.                                 |                  |
| Мостарско-дувањска бискупија | Херцеговина, горње Подриње                               | Катедрала Марије Мајке Цркве | 14. вијек (првобитно као Дувањска бискупија) |                  |
| Требињско-мрканска бискупија | јужна и источна Херцеговина                              | Катедрала Мале Госпе         | 984.                                         |                  |
| —                            | Војни ординаријат у Босни и Херцеговини                  | Босна и Херцеговина          |                                              | 1. фебруар 2011. |

Жупа Заваље је жупа Госпићко-сењске бискупије. У земљи постоје двије фрањевачке провинције: Фрањевачка провинција Узнесења Блажене Дјевице Марије у Мостару и Фрањевачка провинција Босне Сребрене у Сарајева.

## Ставови
Према анкети Pew Research из 2017, католици у Босни и Херцеговини претежно подржавају ставове Цркве о моралним и друштвеним питањима: 54% испитаника иде на мису сваке седмице, 58% вјерује да се став Цркве о контрацепцији не би требао мијењати, 69% подржава став Цркве о рукоположењу жена, 71% сматра да би абортус у већини случајева требало да буде незаконит, 83% практикује пост одређеним данима и 90% подржава став Цркве о истополним браковима.

## Светилишта

### Међугорска Госпа
Међугорје, селу у Херцеговини и жупа у Мостарско-дувањској бискупији, мјесто је наводног указањ Дјевице Марије 24. јуна 1981. године. Убрзо је постало мјесто ходочашћа за појединце и молитвене скупине. Ипак, овај феномен Католичка црква није званично признала. Света столица је у марту 2010. објавила да је основала комисију под окриљем Конгрегације за доктрину вјере, коју води кардинал Камило Руини, за процјену указања.

### Оловска Госпа
Црква Успења Блажене Дјевице Марије у Олову је маријанско ходочасничко мјесто, а њено Светилиште је веома познато у југоисточној Европи. Према запису из 1679, осим ходочасника из Босне, посјећивали су га ходочасници из Бугарске, Србије, Албаније и Хрватске. Највише посјетилаца долази на празник Велике Госпојине 15. августа. У светилишту се налазе двије слике Дјевице Марије. До 1920. у Илоку су фрањевци чували слику с натписом S. Maria Plumbensis из 18. вијека; касније је чувана у Петрићевцу и Сарајеву, а 1964. је пребачена у Олово. Другу слику је насликао Габријел Јуркић 1954. према опису старије Оловске Госпе, која је нестала.

### Светилиште Светог Иве
Светилиште Светог Ивана Крститеља у Подмилачју је једно од најстаријих светилишта у Босни и Херцеговини. Подмилачје, село удаљено 10 км од Јајца, први пут се помиње у документу босанског краља Стефана Томашевића из 1461; црква је вјероватно подигнута у то вријеме. То је једина сачувана средњовјековна фрањевачка црква.

### Светилиште Светог Леополда Мандића
Жупа Магла је успостављена 1970, а подигнута је и жупна црква. У јесен 1976. срушена је оронула црква Светог Антона, подигнута 1919. године. Наредног прољећа почела је изградња нове црква и светилишта Светог Леополда Мандића, чији су темељи освештани 15. маја. Светилиште је посвећено 17. јуна 1979. године.

## Апостолска нунцијатура
Апостолска нунцијатура у Босни и Херцеговини је црква служба Католике цркве у Босни и Херцеговини. Први апостолски нунциј у БиХ био је Франческо Монтериси, који је служио од јуна 1993. до марта 1998. године. Садашњи нунциј је Франсис Асизи Чуликат, кога је папа Фрањо именовао 1. октобра 2022. године.